# 羅盤玫瑰

指出八個主要風向的羅盤玫瑰

羅盤玫瑰（英語：Compass rose），又譯羅針圖、羅盤方位圖，又稱玫瑰風圖（Windrose，或）、風圖，是一種常出現於羅盤、地圖、海圖、氣象圖之上的圖案，用於指示方位。最早出現於磁性羅盤，應用於航海上。現代所有的導航系統，如海圖、无方向性信标（NDB）、甚高频全向信标（VOR）系統等，都看得到羅盤玫瑰的影響。

## 外部連結
- Origins of the Compass Rose （页面存档备份，存于）